# Carl Thölén
Carl Herman Thölén, född den 27 januari 1871 i Fjärås församling, Halland, död den 1 november 1942 i Göteborg, var en svensk präst. 
Thölén blev student vid Lunds universitet 1889 och avlade praktisk teologisk examen där 1893. Han prästvigdes 1894, blev komminister i Göteborgs domkyrkoförsamling 1906 och kyrkoherde i Vasa församling i Göteborg 1908. Han var kontraktsprost 1933–1939. Thölén, som var prästerligt ombud för Göteborgs stift vid flera kyrkomöten, intog en bemärkt och självständig ställning inom den schartauanskt betonade riktningen. Han utgav bland annat Det kyrkliga ämbetet enligt biblisk-luthersk åskådning (1908).